# ياسمين غربي
آنا ياسمين غربي (بالسويدية: Anna Yasmine Garbi) هي ممثلة سويدية من أصل تونسي إيطالي ولدت في يوم 9 أكتوبر 1970 في مدينة ستوكهولم عاصمة السويد إشتهرت بتمثيلها في فيلم الفتاة صاحبة الوشم و الفتاة التي تلعب بالنار في سنة 2009 مع نومي رابيس.

## وصلات خارجية
- ياسمين غربي على موقع IMDb (الإنجليزية)
- ياسمين غربي على موقع ميتاكريتيك (الإنجليزية)
- ياسمين غربي على موقع ألو سيني (الفرنسية)
- ياسمين غربي على موقع أول موفي (الإنجليزية)
- ياسمين غربي على موقع قاعدة بيانات الأفلام السويدية (السويدية)
- ياسمين غربي على موقع قاعدة بيانات الفيلم (الإنجليزية)
- ياسمين غربي على موقع كينوبويسك (الروسية)

- ياسمين غربي على قاعدة بيانات الأفلام على الإنترنت